# El Jordán
El Jordán är en ort i Mexiko.   Den ligger i kommunen Escuintla och delstaten Chiapas, i den sydöstra delen av landet, 800 km sydost om huvudstaden Mexico City. El Jordán ligger 409 meter över havet och antalet invånare är 111.
Terrängen runt El Jordán är kuperad söderut, men norrut är den bergig. Runt El Jordán är det ganska tätbefolkat, med 111 invånare per kvadratkilometer. Närmaste större samhälle är Escuintla, 15,4 km väster om El Jordán. I omgivningarna runt El Jordán växer i huvudsak städsegrön lövskog.